# Saint-Selve
Saint-Selve  egy francia település Gironde megyében, Aquitania régióban. Lakosainak száma 3668 fő (2022. január 1.).

## Adminisztráció
Polgármesterek:
- 2001–2014 Pierre-Jean Théron
- 2014–2020 Nathalie Burtin-Dauzan

## Demográfia
| Lakosok száma | 717  | 969  | 1324 | 1910 | 2573 | 2775 | 3026 | 3423 | 3488 | 3668 |
|               | 1968 | 1982 | 1990 | 2006 | 2013 | 2015 | 2017 | 2019 | 2020 | 2022 |

## Látnivalók
- Római út maradvány
- Várrom
- Chateau de Granada
- Templom

## Testvérvárosok
- Prizzi, Olaszország, 2005-óta